# Marian Smoluchowski

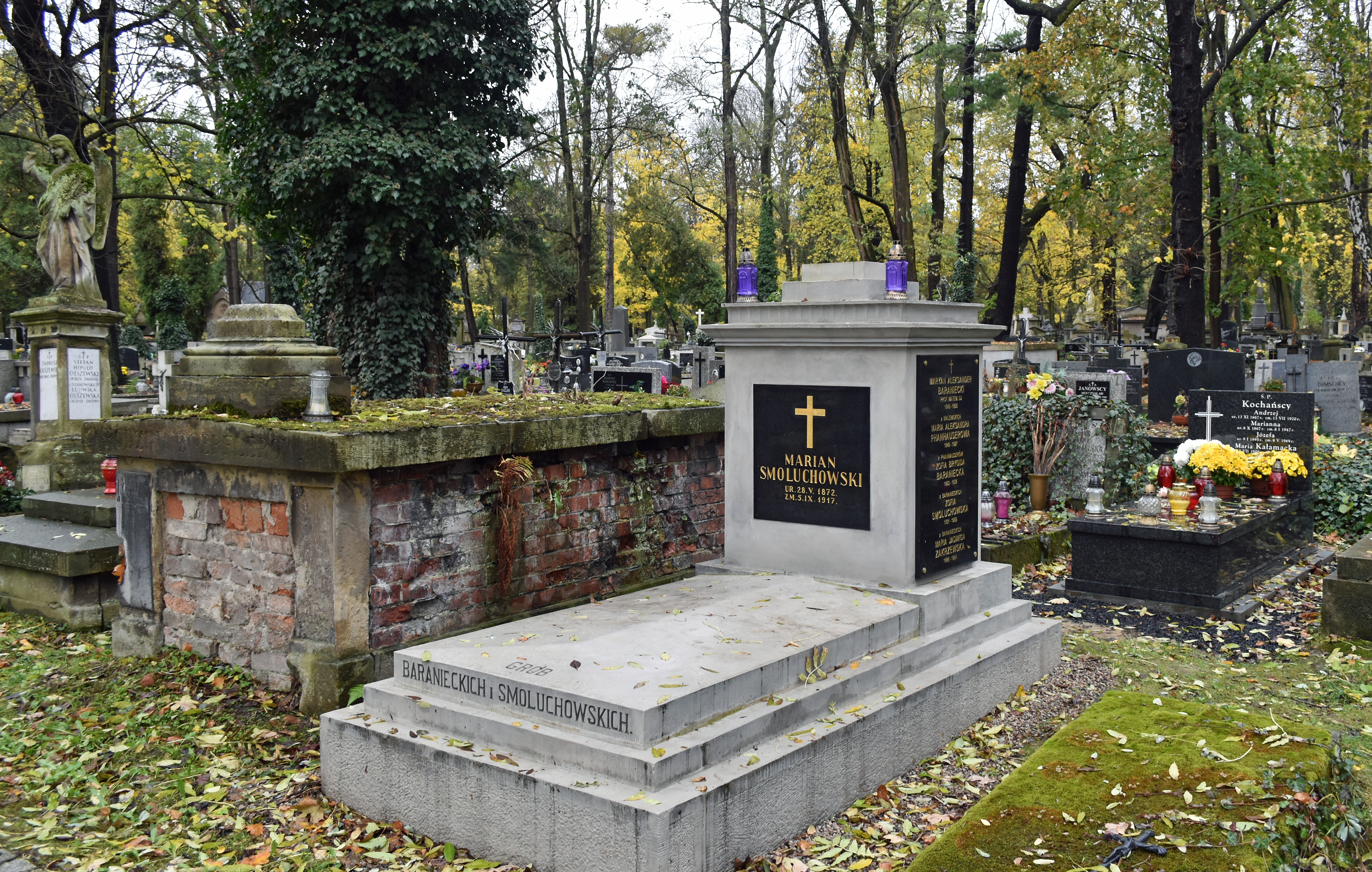
Grób Mariana Smoluchowskiego na cmentarzu Rakowickim

Marian Smoluchowski, Marian Ritter von Smolan Smoluchowski (ur. 28 maja 1872 w Vorderbrühl, zm. 5 września 1917 w Krakowie) – polski fizyk teoretyk, pionier fizyki statystycznej, alpinista i taternik.

## Życiorys
Urodzony we wsi Vorderbrühl, w bezpośrednim sąsiedztwie miasta Mödling pod Wiedniem, w latach 1890–1894 studiował fizykę na Uniwersytecie Wiedeńskim. Był bratem Tadeusza Smoluchowskiego i stryjem Wilhelma Smoluchowskiego. Jego nauczycielami byli Franz Serafin Exner i Joseph Stefan. Poślubił Zofię Baraniecką (1881–1959), córkę profesora matematyki Uniwersytetu Jagiellońskiego Mariana Baranieckiego, z którą miał dzieci – córkę Aldonę (1902–1984) i syna Romana (1910–1996), także fizyka, profesora uniwersytetów w Princeton i Austin. W latach 1894–1895 odbył służbę wojskową, w 1895 obronił z wyróżnieniem pracę doktorską w Wiedniu. W 1898 został docentem. Przez kilka lat pracował w laboratoriach różnych ośrodków naukowych Europy (Uniwersytet Paryski, Glasgow, Berlin). W 1898 otrzymał prawo wykładania (tzw. venia legendi). W latach 1899–1912 pracował na Uniwersytecie Lwowskim, od 1900 jako profesor. W latach 1906–1907 był prezesem Polskiego Towarzystwa Przyrodników im. Kopernika. Od 1912 profesor na Uniwersytecie Jagiellońskim, w katedrze fizyki doświadczalnej. Objął ją po Auguście Witkowskim, który długo wcześniej wskazał go jako swego następcę.
Smoluchowski był klasykiem fizyki statystycznej. Prowadził badania nad wyjaśnieniem ruchów Browna. Albert Einstein wykorzystał uzyskane przez niego wyniki przy formułowaniu teorii wyjaśniającej chaotyczne ruchy cząstek. Jedno z równań teorii dyfuzji jest znane jako równanie Smoluchowskiego. 15 lipca 1917 został wybrany na rektora UJ. Zmarł 5 września 1917 w Krakowie w wyniku dyzenterii. Wspomnienie o nim napisał m.in. Einstein.
Został pochowany na cmentarzu Rakowickim w Krakowie (kwatera D, płd.).

## Ordery i odznaczenia
- Krzyż Komandorski Orderu Odrodzenia Polski (pośmiertnie, 11 listopada 1936)[10]

## Alpinizm i taternictwo
Od 1887 roku uprawiał wspinaczkę w Alpach. W latach 1891–1893 wraz z bratem Tadeuszem należeli do czołowych alpinistów tamtego czasu – odnotowali 16 nowych wejść na szczyty i turnie oraz 24 nowe drogi, wszystkie bez przewodników. Jako pierwszy Polak zdobył Matterhorn, Zinalrothorn, Dent Blanche, Finsteraarhorn, Breithorn i liczne inne wierzchołki.
Po przyjeździe do Galicji wraz z bratem należał do pionierów narciarstwa. Od 1909 r. jeździł na nartach i wspinał się w Tatrach. W 1911 r. wraz z bratem odbył wyprawę narciarską w nieznane wówczas wśród Polaków Karpaty Marmaroskie. W tym samym roku wraz z Januszem Chmielowskim, Ignacym Królem, Józefem Łukaszewiczem i Wacławem Zakrzewskim dokonał trudnego pierwszego przejścia zachodnią ścianą Małej Kończystej. Po raz ostatni w Tatrach był na kilka miesięcy przed śmiercią (1917), na nartach na Czerwonych Wierchach.
W latach 1911–1912 był przewodniczącym Sekcji Turystycznej Towarzystwa Tatrzańskiego, działał w organizacjach narciarskich. Pisał w czasopismach na tematy alpinistyczne i narciarskie. Jest też autorem wielu akwareli i szkiców z Tatr, Alp, Anglii i Włoch.

## Opinie
Na XXXV Zjeździe Fizyków Polskich w Białymstoku prof. Andrzej Kajetan Wróblewski (Instytut Fizyki Doświadczalnej UW) przedstawił referat nt. „Fizyka w Polsce wczoraj, dziś i jutro” – krótką charakterystykę fizyki w Polsce XX w. Zaprezentował wskaźniki bibliometryczne, liczby dotyczące stopni i tytułów naukowych oraz liczby studentów fizyki. W podsumowaniu ocenił wkład Polaków do światowej fizyki XX w., wyodrębniając przede wszystkim – poza Marią Skłodowską-Curie (która w światowych zestawieniach jest wymieniana jako obywatelka francuska) – czterech fizyków, którzy dokonali odkryć na miarę Nagrody Nobla: Mariana Smoluchowskiego, Mariana Danysza, Jerzego Pniewskiego i Karola Olszewskiego.

## Upamiętnienie

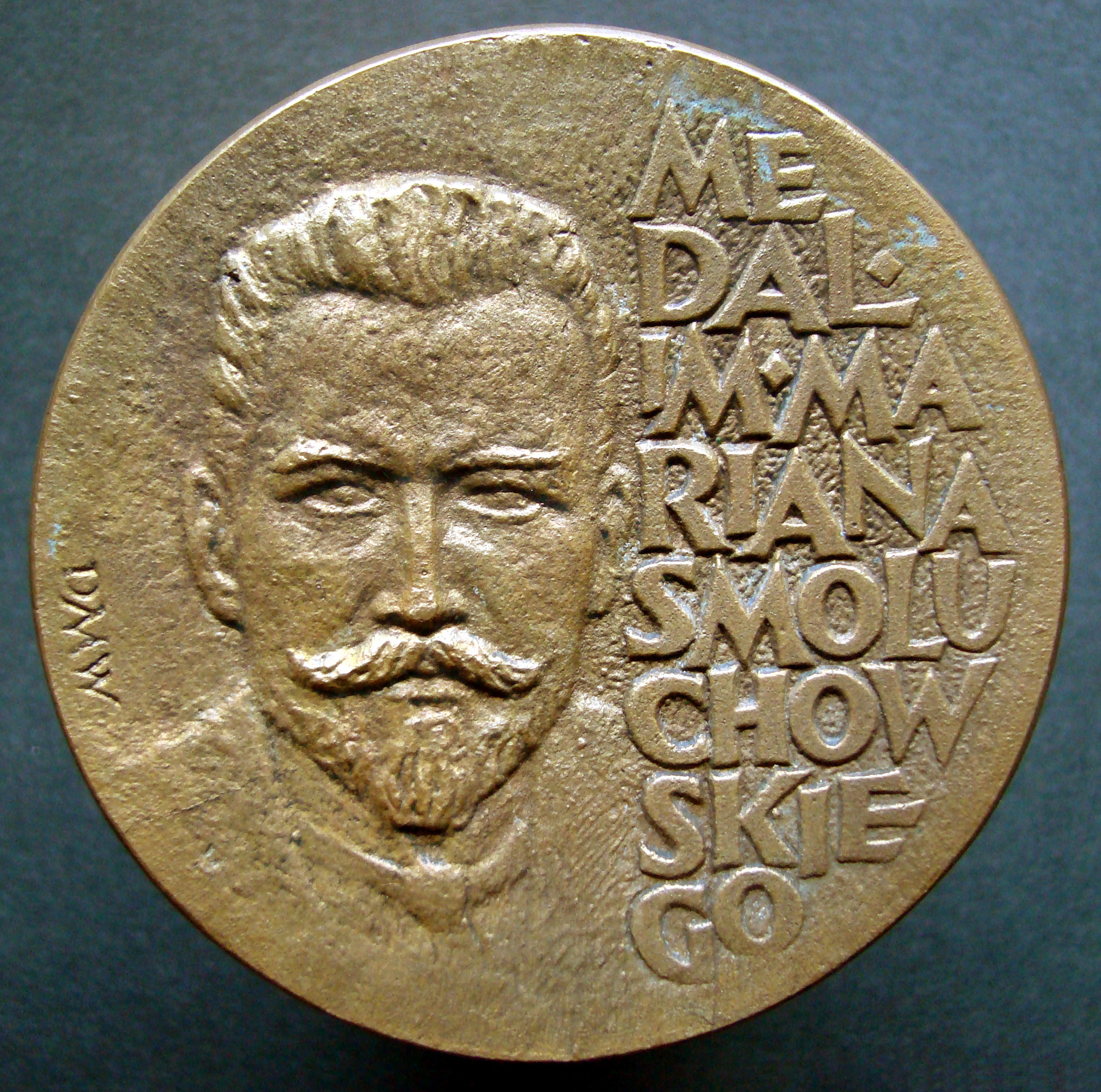
Medal Polskiego Towarzystwa Fizycznego 1967

Jego imię nosi Instytut Fizyki Uniwersytetu Jagiellońskiego, jedna z ulic w Krakowie oraz ulica w Poznaniu, przy której znajduje się Instytut Fizyki Molekularnej PAN. Także we Wrocławiu (w kampusie Politechniki Wrocławskiej), Warszawie, Lublinie, Malborku, Oświęcimiu, Rudzie Śląskiej i Gdańsku są ulice M. Smoluchowskiego. Polskie Towarzystwo Fizyczne ustanowiło Medal Mariana Smoluchowskiego nadawany za wybitne osiągnięcia w dziedzinie fizyki.
Decyzją Międzynarodowej Unii Astronomicznej w 1970 jednemu z kraterów na Księżycu nadano nazwę Smoluchowski od jego nazwiska.

## Prace poświęcone Marianowi Smoluchowskiemu
- 2020: Jan Grzanka, Między fizyką a filozofią. Filozofia przyrody i filozofia fizyki w pismach Mariana Smoluchowskiego, Kraków: Universitas, ISBN 978-83-2423640-4.
- 2022: Jan Grzanka, Zapomniany geniusz fizyki: rzecz o Marianie Smoluchowskim, Kraków: Universitas, ISBN 978-83-242-3709-8, oclc 1349947928.